# Johann Euler
Johann Euler (alemany: Johann Albrecht Euler)  (Sant Petersburg, 27 de novembre de 1734 - Sant Petersburg, 17 de setembre de 1800) fou un astrònom i matemàtic suís i rus.
També és conegut com a Johann Albert Euler o John-Albert Euler, era fill del matemàtic suís Leonhard Euler (1707–1783) el qual va emigrar a Sant Petersburg el 17 de maig de 1727. La seva mare era Katharina Gsell (1707–1773), filla de la il·lustradora de ciència Maria Sibylla Merian (1647–1717) i del pintor Georg Gsell (1673–1740) que van emigrar a Rússia el 1716. Katharina es casà amb Leonhard Euler el 7 de gener de 1734 i Johann Albert havia tingut 12 germans més.
El 1754 va esdevenir membre de l'Acadèmia de Berlín. El 1758, va ser director del l'Institut de Càlculs Astronòmics de Heidelberg (ARI) a la Universitat de Heidelberg.
Euler tornà a Sant Petersburg el 1765 i va ser nomenat per la càtedra de física de l'Acadèmia de Sant Petersburg.
El 1771, Euler va ser elegit membre de la Reial Acadèmia Sueca de Ciències.